# Hoofdklasse hockey heren 1996/97
Het seizoen 1996/97 is de 24ste editie van de herenhoofdklasse waarin onder de KNHB-vlag om het landskampioenschap hockey werd gestreden. Na de reguliere competitie en de play offs werd een nationaal kampioen bekend.
In het voorgaande seizoen degradeerden Hattem en Victoria. Voor hen kwamen Groningen en EHV in de plaats.
Amsterdam versloeg in de finale om de landstitel Den Bosch door eenmaal te winnen en in de tweede wedstrijd na een gelijkspel ook de strafballen beter te nemen. Onderin degradeerden nieuwkomers Groningen en EHV rechtstreeks.
Dit is het eerste seizoen dat de hoofdklasse gekoppeld werd aan de Rabobank tot de Rabobank-Competitie. Ook verdween met ingang van dit seizoen de buitenspelregel uit het hockey.

## Eindstand
Na 22 speelronden was de eindstand:
| #  | Club              | GS | W  | G | V  | P  | DV       | DT       | DS  |
| -- | ----------------- | -- | -- | - | -- | -- | -------- | -------- | --- |
| 1  | Amsterdam         | 22 | 16 | 4 | 2  | 36 | 100 - 38 | 100 - 38 | +62 |
| 2  | Den Bosch         | 22 | 16 | 1 | 5  | 33 | 67 - 38  | 67 - 38  | +29 |
| 3  | HGC               | 22 | 14 | 3 | 5  | 31 | 99 - 48  | 99 - 48  | +51 |
| 4  | Bloemendaal       | 22 | 12 | 4 | 6  | 28 | 81 - 55  | 81 - 55  | +26 |
| 5  | Pinoké            | 22 | 12 | 4 | 6  | 28 | 55 - 54  | 55 - 54  | +1  |
| 6  | Oranje Zwart      | 22 | 12 | 1 | 9  | 25 | 70 - 56  | 70 - 56  | +14 |
| 7  | Klein Zwitserland | 22 | 9  | 6 | 7  | 24 | 59 - 57  | 59 - 57  | +2  |
| 8  | HDM               | 22 | 8  | 2 | 12 | 18 | 50 - 58  | 50 - 58  | -8  |
| 9  | Tilburg           | 22 | 5  | 6 | 11 | 16 | 48 - 75  | 48 - 75  | -27 |
| 10 | Kampong           | 22 | 7  | 0 | 15 | 14 | 33 - 51  | 33 - 51  | -18 |
| 11 | Groningen         | 22 | 2  | 3 | 17 | 7  | 35 - 101 | 35 - 101 | -66 |
| 12 | EHV               | 22 | 1  | 2 | 19 | 4  | 24 - 90  | 24 - 90  | -66 |

### Legenda
| Afk.      | Betekenis                                                                     |
| --------- | ----------------------------------------------------------------------------- |
| GS        | aantal gespeelde wedstrijden                                                  |
| W         | aantal gewonnen wedstrijden                                                   |
| G         | aantal gelijk gespeelde wedstrijden                                           |
| V         | aantal verloren wedstrijden                                                   |
| P         | totaal aantal punten                                                          |
| DV        | aantal gemaakte doelpunten                                                    |
| DT        | aantal doelpunten tegen                                                       |
| DS        | doelsaldo                                                                     |
|           | Heren                                                                         |
| Amsterdam | Landskampioen Amsterdam plaatst zich voor de Europacup I 1998                 |
| Den Bosch | Verliezend play off-finalist Den Bosch plaatst zich voor de Europacup II 1998 |
| HGC       | HGC en Bloemendaal hebben zich alleen weten te plaatsen voor de play offs     |
| Groningen | Groningen en EHV zijn rechtstreeks gedegradeerd                               |

## Topscorers
| #  | Speler                | Club              | Goals |
| -- | --------------------- | ----------------- | ----- |
| 1. | Bram Lomans           | HGC               | 33    |
| 2. | Taco van den Honert   | Amsterdam         | 30    |
| 3. | Marten Eikelboom      | Amsterdam         | 27    |
| 4. | Floris Jan Bovelander | Bloemendaal       | 20    |
| 5. | Remco van Wijk        | Bloemendaal       | 18    |
| 5. | Cas Wolbert           | Den Bosch         | 18    |
| 7. | Stephan Veen          | HGC               | 17    |
| 7. | Teun de Nooijer       | Bloemendaal       | 17    |
| 7. | Rochus Westbroek      | Klein Zwitserland | 17    |

## Play offs landskampioenschap
Halve finales 1/4
| Team            | Score | Team            |
| --------------- | ----- | --------------- |
| (4) Bloemendaal | 1-2   | Amsterdam (1)   |
| (1) Amsterdam   | 3-2   | Bloemendaal (4) |

Halve finales 2/3
| Team          | Score   | Team          |
| ------------- | ------- | ------------- |
| (3) HGC       | 3-2     | Den Bosch (2) |
| (2) Den Bosch | 1-1 wns | HGC (3)       |
| (2) Den Bosch | 4-0     | HGC (3)       |

Finales heren
| 31 mei 1997 |           |                               |                                                                      |
| Den Bosch   | 0-2 (0-0) | Amsterdam                     | 's-Hertogenbosch Scheidsrechters: Philip Schellekens Floris Idenburg |
|             |           | 49. Peters 0-1 66. Peters 0-2 | 's-Hertogenbosch Scheidsrechters: Philip Schellekens Floris Idenburg |

| 1 juni 1997                                                                                               |           |                                                                      |                                                         |
| Amsterdam                                                                                                 | 4-4 (1-1) | Den Bosch                                                            | Amstelveen Scheidsrechters: Peter von Reth Peter Elders |
| 5. Eikelboom 1-1 46. Eikelboom 2-1 50. van den Honert 3-1 59. van den Honert 4-3 Wint na strafballen: 3-1 |           | 4. Wolbert 0-1 53. Lammers 3-2 58. Lammers 3-3 63. van der Weide 4-4 | Amstelveen Scheidsrechters: Peter von Reth Peter Elders |

Nederlands landskampioenschap:

1897/98 ·
1898/99 ·
1899/00 ·
1900/01 ·
1901/02 ·
1902/03 ·
1903/04 ·
1904/05 ·
1905/06 ·
1906/07 ·
1907/08 ·
1908/09 ·
1909/10 ·
1910/11 ·
1911/12 ·
1912/13 ·
1913/14 ·
1914/15 ·
1915/16 ·
1916/17 ·
1917/18 ·
1918/19 ·
1919/20 ·
1920/21 ·
1921/22 ·
1922/23 ·
1923/24 ·
1924/25 ·
1925/26 ·
1926/27 ·
1927/28 ·
1928/29 ·
1929/30 ·
1930/31 ·
1931/32 ·
1932/33 ·
1933/34 ·
1934/35 ·
1935/36 ·
1936/37 ·
1937/38 ·
1938/39 ·
1939/40 ·
1940/41 ·
1941/42 ·
1942/43 ·
1943/44 ·
1944/45 ·
1945/46 ·
1946/47 ·
1947/48 ·
1948/49 ·
1949/50 ·
1950/51 ·
1951/52 ·
1952/53 ·
1953/54 ·
1954/55 ·
1955/56 ·
1956/57 ·
1957/58 ·
1958/59 ·
1959/60 ·
1960/61 ·
1961/62 ·
1962/63 ·
1963/64 ·
1964/65 ·
1965/66 ·
1966/67 ·
1967/68 ·
1968/69 ·
1969/70 ·
1970/71 ·
1971/72 ·
1972/73
Hoofdklasse heren:

1973/74 · 
1974/75 · 
1975/76 · 
1976/77 · 
1977/78 · 
1978/79 · 
1979/80 · 
1980/81 · 
1981/82 · 
1982/83 · 
1983/84 · 
1984/85 · 
1985/86 · 
1986/87 · 
1987/88 · 
1988/89 · 
1989/90 · 
1990/91 · 
1991/92 · 
1992/93 · 
1993/94 · 
1994/95 · 
1995/96 · 
1996/97 · 
1997/98 · 
1998/99 · 
1999/00 · 
2000/01 · 
2001/02 · 
2002/03 · 
2003/04 · 
2004/05 · 
2005/06 · 
2006/07 · 
2007/08 · 
2008/09 · 
2009/10 · 
2010/11 · 
2011/12 · 
2012/13 ·
2013/14 ·
2014/15 ·
2015/16 ·
2016/17 ·
2017/18 ·
2018/19 ·
2019/20 ·
2020/21 ·
2021/22 ·
2022/23 ·
2023/24 ·
2024/25 ·
Nederlandse competities: Hoofdklasse (zaal) · Promotieklasse · Overgangsklasse · Eerste klasse · Tweede klasse · Derde klasse · Vierde klasse · Gold Cup · Silver Cup

Nederlands kampioenschap: Lijst van Nederlandse landskampioenen hockey · Lijst van Nederlandse landskampioenen zaalhockey

Europese competities: Euro Hockey League · Europacup I · Europa Cup II · Europacup zaalhockey